# Mensenrechtenverdediger
Een mensenrechtenverdediger of mensenrechtenactivist is iemand die zich inzet voor naleving van de mensenrechten. De Europese Unie definieert het begrip als “personen, groeperingen en maatschappelijke instanties die universeel erkende mensenrechten en fundamentele vrijheden bevorderen en beschermen”. Daarbij baseert de Europese Unie zich op de VN-verklaring inzake het recht en de verantwoordelijkheid van individuen, groepen en organen van de maatschappij om universeel erkende mensenrechten en fundamentele vrijheden te beschermen en te bevorderen die op 9 december 1998 werd aangenomen. Deze verklaring bepaalt dat iedereen het recht heeft om in eigen land en internationaal de bescherming en verwezenlijking van mensenrechten en fundamentele vrijheden na te streven en te bevorderen.
Mensenrechtenorganisaties gebruiken het begrip “mensenrechtenverdediger” voor degenen die het beginsel van geweldloze weerbaarheid respecteren, activistisch zijn (dus geen theoretici) en de beginselen van de Universele verklaring onderschrijven.

## Activiteiten
De activiteiten die mensenrechtenverdedigers verrichten zijn divers. Zo documenteren zij schendingen van de mensenrechten en geven zij daaraan publiciteit. Ook assisteren ze slachtoffers in rechtszaken en steunen zij hen of hun nabestaanden om de gevolgen van schendingen te overwinnen, of voeren ze campagne om structurele verbeteringen te verkrijgen in wetgeving en beleid. Ze richten zich niet uitsluitend op overheden, maar ook op andere machtsstructuren in een land. Tot de belangrijkste actiemiddelen van mensenrechtenverdedigers behoren:
- Informatie: fact-finding, onderzoek, rapportage, openbaarmaking, publiciteit, manifestaties;
- Educatie: op scholen, universiteiten, beroepsopleidingen, cursussen;
- Druk: door publieke actie, lobby, diplomatie, interventie, burgerlijke ongehoorzaamheid, geweldloos verzet, sancties;
- Rechtsmiddelen: civiele en strafrechtelijke procedures, klachten bij nationale en internationale organen, beroepsprocedures, rechtshervorming;
- Hulp: ondersteuning van slachtoffers en organisaties, rechtsbijstand, humanitaire hulp, technische hulp en samenwerking;
- Preventie: door vroegtijdige signalering, tijdige maatregelen, hulp bij vluchten en onderduiken, bescherming van bevolkingsgroepen en individuen;
- Organisaties: plaatselijke, landelijke en internationale mensenrechtenorganisaties, afdelingen en groepen binnen andere organisaties zoals vakbonden en kerken.

De activiteiten van een mensenrechtenverdediger kunnen overeenkomsten vertonen met die van een dissident, maar een mensenrechtenverdediger kan ook degene zijn die rechten van de dissident verdedigt. Ook in democratische landen komen mensenrechtenverdedigers voor. Zij richten zich in eigen land op de rechten van bijvoorbeeld gedetineerden, asielzoekers en illegalen.

## Vrouwen-mensenrechtenverdedigers
De titel 'vrouwen-mensenrechtenverdigers' (women human rights defenders) wordt door de Verenigde Naties en mensenrechtenorganisaties gebruikt als de verzamelnaam voor 'zowel vrouwen die mensenrechtenverdediger zijn als alle andere mensenrechtenverdedigers die werken voor de verdediging van vrouwenrechten of op genderkwesties'. De VN stellen dat 'vrouwelijke verdedigers blootstaan aan dezelfde risico's als alle verdedigers, maar als vrouwen ook speciaal onderhevig zijn aan bedreigingen en geweld die specifiek te maken hebben met hun sekse'. Veel mensenrechtenorganisaties hebben programma's voor vrouwelijke mensenrechtenverdedigers, er zijn ook gespecialiseerde instellingen waaronder de Women Human Rights Defenders International Coalition, Association for Women's Rights in Development (AWID) Women Human Rights Defenders, de site '50.50' van Open Democracy en het European Institute for Gender Equality van de Europese Unie. De Mensenrechtenraad van de Verenigde Naties heeft een speciale rapporteur over mensenrechtenverdedigers, die jaarlijks ook over vrouwelijke verdedigers verslag uitbrengt.
Vrouwelijke mensenrechtenverdedigers die geëerd werden met internationale onderscheidingen zijn onder anderen:
- Lara Aharonian (Armenië)
- Radhya Al-Mutawakel (Jemen)
- Samar Badawi (Saoedi-Arabië)
- Yorm Bopha (Cambodja)
- Agnès Callamard (Frankrijk)
- Berenice Celeita (Colombia)
- Aïcha Chenna (Marokko)
- Norma Cruz (Guatemala)
- Delphine Djiraibe (Tsjaad)
- Mercedes Doretti (Argentinië)
- Claudia Duque (Colombia)
- Hanaa Edwar (Irak)
- Natalja Estemirova (Rusland)
- Noura Ghazi (Syrië)
- Elena Gorolová (Tsjechië)
- Morena Herrera (El Salvador)
- Rebiya Kadeer (Oezbeeks China)
- Eren Keskin (Turkije)
- Christine Loudes (Verenigd Koninkrijk)
- Candice Mama (Zuid-Afrika)
- Angélica Mendoza de Ascarza (Argentinië)
- Jelena Milasjina (Rusland)
- Narges Mohammadi (Iran)
- Consuelo Morales Elizondo (Mexico)
- Anna Mokrousova (Oekraïne)
- Anna Politkovskaja (Rusland, vermoord in 2007)
- Ella Poljakova (Rusland)
- Yara Sallam (Egypte)
- Nareen Shammo (Irak)
- Sahar Shirzad (Nederland)
- Nasrin Sotoudeh (Iran)
- Natalia Taubina (Rusland)
- Betty Williams (Noord-Ierland)
- Malala Yousafzai (Pakistan)

## VN-Verklaring aangaande mensenrechtenverdedigers
In 1998 aanvaardden de Verenigde Naties een door de Mensenrechtenraad van de Verenigde Naties opgestelde Verklaring aangaande mensenrechtenverdedigers (officieel: de Declaration on the Right and Responsibility of Individuals, Groups and Organs of Society to Promote and Protect Universally Recognized Human Rights and Fundamental Freedoms. De voorbereidende besprekingen daarvoor begonnen in 1984, omdat geconstateerd werd dat mensenrechtenverdedigers soms bloot stonden aan ernstige of grootschalige onderdrukking.
De verklaring garandeert het recht op vrijheid van vereniging en communicatie met andere organisaties (art.5), het recht op informatie (art.6) en het recht op effectieve rechtsmiddelen (art.9). Artikel 7 zegt dat iedereen het recht heeft “nieuwe ideeën en beginselen ten aanzien van de mensenrechten te ontwikkelen en die uit te dragen”. Over het werk van mensenrechtenverdedigers zegt artikel 12: “Een ieder heeft het recht om, individueel of in vereniging met anderen, deel te nemen aan vreedzame acties tegen schendingen van mensenrechten en fundamentele vrijheden”. Artikel 13 waarborgt het recht om middelen en hulp te werven, ook van buiten de landsgrenzen.
Sinds de aanvaarding van de verklaring wordt het begrip “mensenrechtenverdediger” ook door overheden en internationale mensenrechtenorganisaties steeds vaker gebruikt, waar voordien diverse begrippen als “mensenrechtenactivist” en “mensenrechtenbeschermer” in zwang waren

## Internationale bescherming
De Verenigde Naties kennen een speciale rapporteur voor mensenrechtenverdedigers. Van 2000 tot 2008 was dat de Pakistaanse advocate Hina Jilani. Zij werd opgevolgd door de Oegandese advocate Margaret Sekaggya. Zij was in Oeganda gedurende twaalf jaar voorzitter van de nationale mensenrechtencommissie.
De EU-richtlijnen voor de bescherming van mensenrechtenverdedigers uit 2004 stellen dat ambassades en EU-missies aan bescherming moeten bieden aan mensenrechtenverdedigers, en moeten helpen garanderen dat de verdedigers vrije toegang hebben tot (buitenlandse) financiële donors.

## Prijzen

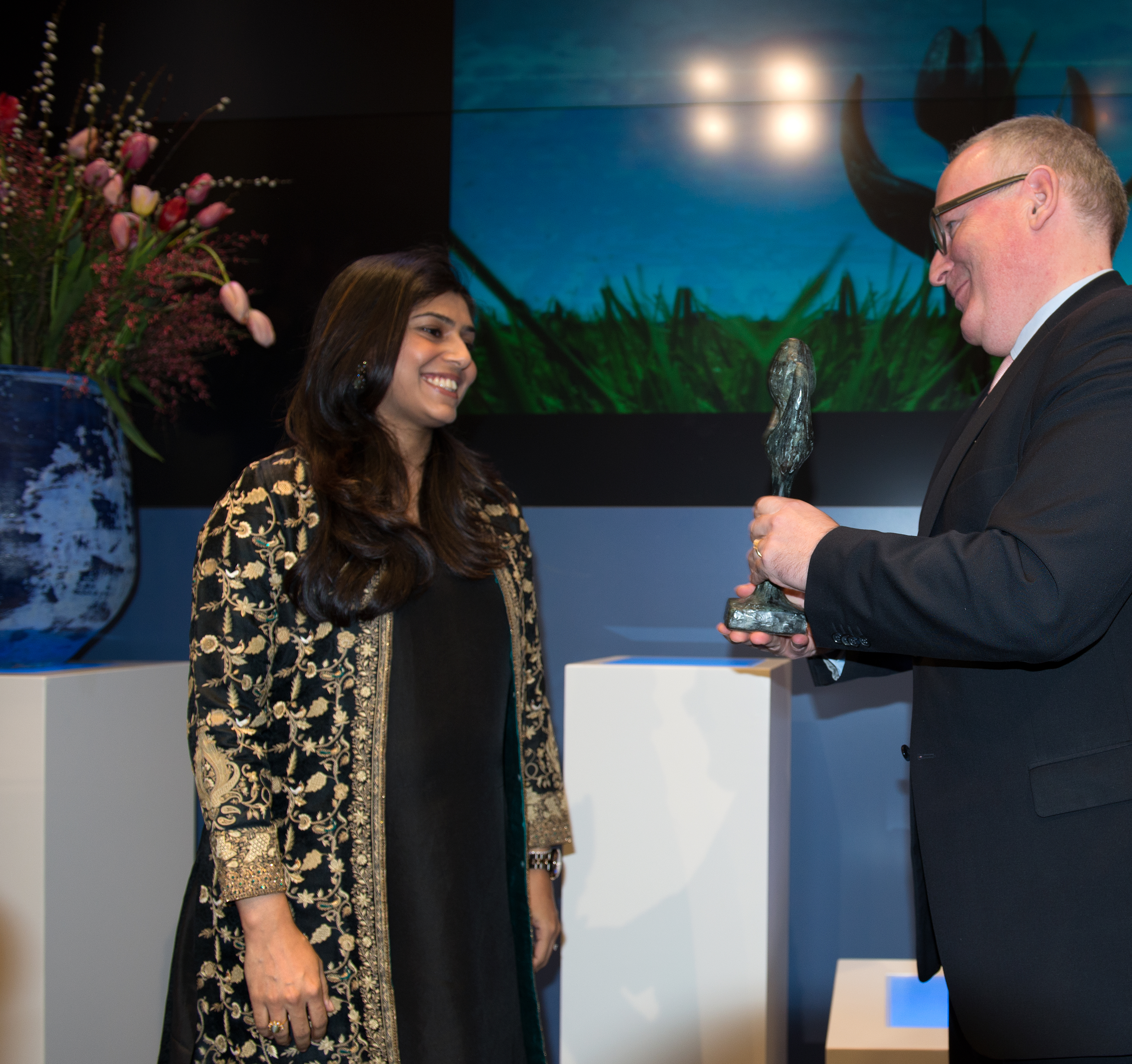
Frans Timmermans overhandigt in 2013 de Mensenrechtentulp aan Sheena Hadi

In de loop der jaren zijn er diverse prijzen en onderscheidingen ingesteld voor mensenrechtenverdedigers, waaronder:
- De Sacharovprijs: de jaarlijkse “prijs voor de vrijheid van denken” van het Europees Parlement. Ze is in 1988 ingesteld en is in de meeste jaren uitgereikt aan een individuele activist (en enkele keren aan een organisatie of functionaris).
- De Martin Ennals Award for Human Rights Defenders: een initiatief uit 1993 van tien internationale mensenrechtenorganisaties die daarmee de bedoeling hadden "mensenrechtenverdedigers die risico's lopen en behoefte hebben aan directe bescherming te steunen".[20]
- De Mensenrechtentulp (Engels: the Human rights defenders tulip): een prijs van de Nederlandse regering die is ingesteld om “personen te eren die onder grote risico’s de mensenrechten verdedigen”.[21][22]
- De Mensenrechtenprijs van de Verenigde Naties, die sinds 1968 elke vijf jaar wordt uitgereikt.
- In december 2024 werd de Frans-Duitse prijs voor 'Mensenrechten en de Rule of law' uitgereikt aan twee mensenrechtenactivisten, een Israëliër en een Palestijn: Maoz Inon van de 'It'sTime' beweging ontving de prijs in de Franse ambassade in Tel Aviv, en de Palestijnse activist Issa Amro van 'Youth Against Settlements' en 'Friends of Hebron' ontving de prijs buiten op straat bij een checkpoint van het Israëlische Defensieleger.[23][24][25]